# Rat Queens
Rat Queens – amerykańska seria komiksowa autorstwa Kurtisa J. Wiebe (scenariusz) oraz Roca Upchurcha, Stjepana Šejicia, Tess Fowler i Owena Gieni (rysunki), wydawana w formie miesięcznika przez Image Comics od września 2013 do lutego 2021. W Polsce ukazała się w formie tomów zbiorczych nakładem wydawnictwa Non Stop Comics w latach 2017–2023.

## Fabuła
Utrzymana w konwencji średniowiecznej fantasy z dużą dozą humoru, seria Rat Queens (po angielsku dosłownie: „szczurze królowe”) opowiada historię czterech młodych najemniczek – Hannah, Violet, Dee i Betty. Ich wyczyny w walkach z ludźmi i potworami przeplatane są częstymi libacjami, romansami i zabawami. 

## Tomy zbiorcze
| Tom | Tytuł i rok wydania polskiego       | Tytuł i rok wydania oryginalnego              | Zawartość                                    |
| --- | ----------------------------------- | --------------------------------------------- | -------------------------------------------- |
| 1   | Magią i maskarą (2017)              | Sass and Sorcery (2014)                       | Rat Queens zeszyty 1–5                       |
| 2   | Dalekosiężne macki N'Rygotha (2018) | The Far Reaching Tentacles of N’Rygoth (2015) | Rat Queens zeszyty 6–10                      |
| 3   | Demony (2018)                       | Demons (2015)                                 | Rat Queens zeszyty 11–15                     |
| 4   | Najwyższe fantazje (2018)           | High Fantasies (2017)                         | Rat Queens Vol. 2 zeszyty 1–5                |
| 5   | Wielkie magiczne nic (2019)         | The Colossal Magic Nothing (2018)             | Rat Queens Vol. 2 zeszyty 6–10               |
| 6   | Piekielny szlak (2021)              | The Infernal Path (2019)                      | Rat Queens Vol. 2 zeszyty 11–15              |
| 7   | Niech żyje król (2022)              | The Once and Future King (2020)               | Rat Queens Vol. 2 zeszyty 16–20 i Swamp Romp |
| 8   | Boski dylemat (2023)                | The God Dilemma (2021)                        | Rat Queens Vol. 2 zeszyty 21–25              |

## Nagrody
Seria Rat Queens otrzymała nominację do Nagrody Eisnera w 2014 roku w kategorii „najlepsza nowa seria”.